# Градскі врт
«Градскі врт» (хорв. «Stadion Gradski vrt») — багатофункціональний стадіон в місті Осієк, Хорватія, домашня арена ФК «Осієк».
Футбольне поле на місці сучасного стадіону функціонувало з 1958 року. Стадіон відкритий 1980 року. У 1998 році арена обладнана системою освітлення, а на трибунах встановлено пластикові крісла. 2005 року стадіон був реконструйований. У нижніх рядах західної трибуни облаштовано VIP-зал, споруджено нову трибуну на 1 000 місць та відремонтовано бігові доріжки з легкоатлетичним манежем. У результаті реконструкції арена була приведена до вимог УЄФА. Осієк боровся за прийом матчів Чемпіонату Європи з футболу 2012 року в рамках спільної заявки Хорватії та Угорщини у відборі країн-господарів турніру, в результаті чого було підготовлено проєкт реконструкції муніципального стадіону. Роботи з реконструкції були розпочаті, однак після того, як право на організацію та прийом чемпіонату здобули Польща та Україна, реконструкцію було призупинено. У 2010 році стадіон був частково реконструйований за попереднім проєктом, до якого були внесені певні зміни. Плани спорудити дах над трибунами не були реалізовані. 2012 року було оголошено про капітальну реконструкцію арени, однак цей проєкт так і не був реалізований, а стадіон залишається функціонувати на одному з етапів реконструкції.
На стадіоні домашні матчі приймає збірна Хорватії з футболу.